# Chamaecyparis formosensis
Chamaecyparis formosensis — вид хвойних рослин з родини кипарисових (Cupressaceae). Місцем проживання цього виду є Тайвань. Цей вид зустрічається в змішаних хвойних лісах прохолодного помірного поясу хвойних лісів між 1700 м і 2900 м над рівнем моря.

## Опис
Це дерево досягає величезних розмірів на Тайвані, до 65 метрів. Кора більш-менш червоно-коричнева. Гілки в горизонтальній площині. Пагони сплощені. Листки лускоподібні, тригранні, поверхня зверху зелена, знизу білувата; при подрібненні листя має запах гнилих водоростей. Зрілі шишки еліптичні, 7–10(12) мм завдовжки, 6–8(9) мм в поперечнику. Насіння 3 мм ушир, коричневе, по 2 на кожній лусочці.

## Використання
Деревина високо цінується для традиційних східних будівель, таких як храми та святині. Його рідко вирощують за межами Тайваню, де цей вид зараз пересаджують у спробах відновити його після надмірної вирубки в минулому. Як декоративний він привабливий, але повільно зростає.